# Roman Giel von Gielsberg

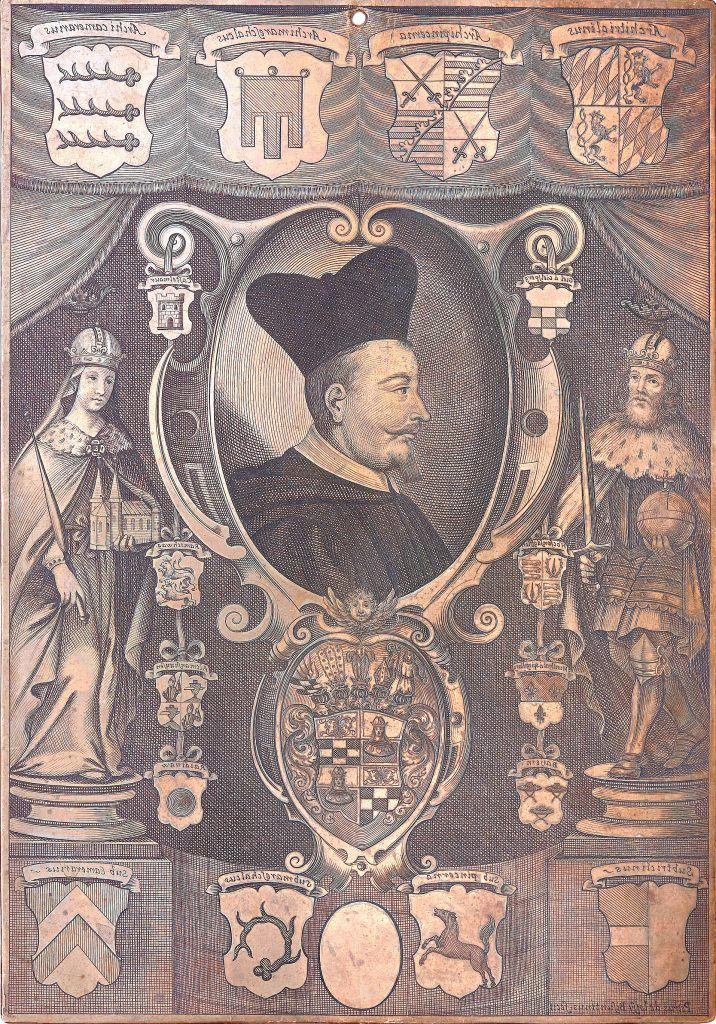
Kupferne Druckplatte aus dem 17. Jahrhundert mit einer Darstellung des Kemptener Fürstabtes Roman Giel von Gielsberg. Da die Platte für den Druck konzipiert ist, ist sie spiegelverkehrt ausgeführt.

Roman Giel von Gielsberg (* 1612 im heutigen Thurgau als Christoph Bernhard Giel von Gielsberg; † 1673 in Rom) war von 1639 bis 1673 Fürstabt im Fürststift Kempten.

## Herkunft und Leben
Roman Giel von Gielsberg entstammte dem Adelsgeschlecht der Herren Giel von Gielsberg, die ursprünglich Ministerialen des Klosters St. Gallen waren und ihre Stammsitze auf den Burgen Gielsberg (zerstört um 1405) bei Wolfertswil und der Glattburg (zerstört 1485) bei Flawil hatten. Er war ein Sohn von Joachim Christoph Giel von Gielsberg und dessen Ehefrau Ursula von Castelmur.
1630 legte er im Benediktinerstift Kempten seine Profess ab, erhielt beim Klostereintritt den Namen „Romanus“ und hielt sich bis zu seiner Wahl zum Fürstabt in Rom auf, wo er am Collegium Germanicum studierte. Bereits im Alter von 27 Jahren wurde er im Mai 1639, mitten in den Kriegswirren des Dreißigjährigen Krieges, zum Fürstabt ernannt. Da das Kloster in Kempten von schwedischen Truppen und Bürgern der protestantischen Reichsstadt Kempten zerstört worden war, musste die Wahl Romans in Unterthingau stattfinden.
Roman Giel von Gielsberg starb 1673 in Rom und wurde dort vor dem Marienaltar der Kirche Santa Maria dell’Anima bestattet.

## Wirken
Roman Giel von Gielsberg ordnete 1642 die territoriale Verwaltung des Herrschaftsgebiets neu, indem er das Amt des Landvogts abschaffte und 1642 sieben Pflegämter und weitere Zentralbehörden einrichtete. 1654 erwarb er das kleine Schloss Letten bei Letten und bewohnte es zeitweise in den Jahren 1655 bis 1669 während des Baus der Fürstäbtlichen Residenz in Kempten.

### Bautätigkeit
Seit 1648 arbeitete der Fürstabt an Plänen zum Wiederaufbau der im Dreißigjährigen Krieg zerstörten Klosteranlage in Kempten. Er spielte mehrere Varianten durch, darunter auch die Verlegung des Klosters auf den Reichelsberg in Kempten (heutiger Klinik-Standort) oder in die Burg Liebenthann bei Obergünzburg. Als er sich zum Wiederaufbau am Ort der Gründung („in loco fundationis“) entschlossen hatte, beauftragte Gielsberg den Vorarlberger Baumeister Michael Beer mit dem Entwurf und der Ausführung zum Neubau einer fürstäbtlichen Residenz und der Stiftskirche St. Lorenz, die zugleich auch als Pfarrkirche dienen sollte. Die Grundsteinlegung erfolgte 1651. Nach wenigen Jahren wurde Beer vom Graubündener Baumeister Johann Serro abgelöst. Gielsberg erlebte die Fertigstellung des ehrgeizigen Großbauprojekts, das mehrere Rückschläge erlitt, nicht mehr. Er wurde nach Übersteigung der bisher geplanten Baukosten nach Rom gerufen und blieb dort bis zu seinem Tod. Ein Jahr nach seinem Tod zog der Konvent 1674 in die neue Residenz ein. Der Bau der Kemptener Residenz mit der Stiftskirche war das erste kirchliche Großbauprojekt in Deutschland nach dem Dreißigjährigen Krieg.

### Nachleben
Der Bamberger Erzbischof Karl Braun (* 1930), der in Kempten geboren wurde, übernahm sowohl in sein Bischofswappen als auch in sein Wappen als Erzbischof das rot-weiße Schachmuster aus Gielsbergs Wappen. Er brachte damit seine Verbundenheit mit der Kemptener Stiftskirche St. Lorenz zum Ausdruck, in der er getauft wurde, die Erstkommunion empfing und gefirmt wurde.